# 흐르는 강물처럼 (영화)
《흐르는 강물처럼》(영어: A River Runs Through It)은 1992년 개봉한 미국의 시대극 드라마 영화이다. 로버트 레드퍼드가 연출을 맡고 제작에도 참여하였다. 노먼 매클레인의 동명 반자전 중편 소설이 원작이다. 몬태나주 미줄라를 배경으로, 엄격한 장로교 목사의 두 아들 노먼(크레이그 셰퍼 분)과 폴(브래드 피트 분)의 성장기를 다룬다.
1993년 제65회 아카데미상에서 촬영상을 수상하고 각색상과 음악상 후보에 올랐다. 같은 해 제50회 골든 글로브상에서 레드퍼드가 영화 부문 감독상 후보에 지명되었다.

## 줄거리
성격이 매우 다른 형제 노먼과 폴은 몬태나주 미줄라에서 장로교 목사 아버지의 가르침 아래 재택 학습을 받으며 송어 플라이 낚시를 사랑하게 된다. 노먼은 학업에 열중하여 다트머스 대학교에 진학하고, 6년 후 금주법과 재즈의 시대에 고향으로 돌아온다. 그 사이 폴은 뛰어난 낚시 실력을 길렀으며 강인한 헬레나 탐사 보도 전문 기자로 성장해 있었다.
노먼은 독립기념일 축제에서 매력적인 플래퍼 제시를 만나 사랑에 빠진다. 폴은 본인처럼 술을 즐기는 샤이엔족 여성 메이블과 함께 다니며 지역 사회의 차별에 맞선다. 폴은 불법 주류점에서 포커로 큰 도박 빚을 져 문제를 일으키고, 노먼은 폴을 돕고자 하지만 폴은 거절한다.
노먼은 제시의 부탁을 받고 제시의 알코올 의존증 오빠 닐과 낚시를 가기로 하고 폴도 데려오지만 닐의 무책임한 행동에 형제는 실망한다. 노먼은 제시에게 사랑을 고백하고 제시도 그의 마음을 받아들인다. 제시는 닐을 구제하는 데 실패한 것을 한탄하며 눈물을 흘린다. 노먼은 시카고 대학교에서 영문학 교수직 제안을 받지만 제시 때문에 몬태나를 떠나고 싶어하지 않는다.
어느 날 술에 취한 노먼은 폴과 함께 폴이 빚을 지고 있는 불법 주류점을 찾는다. 폴이 이곳 도박판에 다시 끼고 싶어하자 노먼은 주저하면서도 다음 날 함께 낚시를 하기로 약속한 뒤 폴을 두고 떠난다. 다음 날 아침 무사한 모습으로 나타난 폴과 그에 안도한 노먼, 그리고 아버지는 노먼이 제시와 시카고로 떠나기 전 마지막 낚시를 함께 한다. 노먼은 폴에게 시카고로 함께 가자고 제안하지만 폴은 거절한다. 폴은 거대한 무지개송어를 잡고 아버지로부터 낚시 예술가라는 칭찬을 들어 기뻐한다.
노먼은 시카고로 떠나기 직전 폴이 폭행으로 사망했다는 소식을 듣게 된다. 몇 년 뒤 노먼 가족과 제시 가족은 죽음을 앞둔 아버지의 설교를 듣는다. 아버지는 사랑하는 사람이 스스로를 파괴하려 한다면 돕는 것은 불가능하며, 할 수 있는 일은 그저 조건 없는 사랑을 주는 것 뿐이라고 말한다. 영화는 노년이 된 노먼이 젊은 날 폴과 함께 낚시를 하던 강에서 홀로 낚시를 하는 모습으로 끝맺는다.

## 출연
- 크레이그 셰퍼 - 노먼 매클레인 역
  - 조지프 고든레빗 - 어린 노먼 역
  - 아널드 리처드슨 - 나이 든 노먼 역
  - 로버트 레드퍼드 - 나이 든 노먼 역 (해설)
- 브래드 피트 - 폴 매클레인 역
  - 밴 그라배지 - 어린 폴 역
- 톰 스케릿 - 매클레인 목사 역
- 브렌다 블레신 - 매클레인 부인 역
- 에밀리 로이드 - 제시 번스 역
- 이디 매클러그 - 번스 부인 역
- 스티븐 셸런 - 닐 번스 역
- 니콜 버뎃 - 메이블 역
- 수전 트레일러 - 로하이드 역
- 마이클 커들리츠 - 처브 역
- 윌리엄 후트킨스 - 머피 역
- 롭 콕스 - 콘로이 역
- 벅 시먼즈 - 험프 역
- 프레드 오클런드 - 번스 씨 역
- 데이비드 크리머 - 켄 번스 역
- 마돈나 루번스 - 샐리 역
- 존 루번스 - 지미 삼촌 역
- 매킨타이어 딕슨 - 경사 역
- 척 애덤슨 - 편집자 해리 역
- 제이컵 스나이더 - 피아노 연주자 역

## 기타 제작진
- 공동 제작: 애닉 스미스, 윌리엄 키트리지, 바버라 몰티비
- 배역: 엘리자베트 뢰스티그
- 미술: 존 허트먼
- 세트: 그레천 라우
- 의상: 캐시 오리어, 버니 폴랙
- 음향 감독: 리처드 힘스
- 자문: 진 매클레인 스나이더, 조엘 스나이더

## 수상
- 1993년 제50회 골든 글로브상 영화 부문 감독상[5]
- 1993년 제65회 아카데미상 수상 촬영상 (필리프 루슬로)[6]
- 2014년 제2회 무주산골영화제 상영작 - 숲
- 2017년 제70회 칸 영화제 칸 클래식[7]
- 2019년 제18회 마라케시 국제 영화제 시네마 앤드 오디오 디스스크립션, 트리뷰트[8]

## 우리말 녹음
KBS 성우진
- 이인성 - 노먼 매클레인(크레이그 셰퍼)
- 장세준 - 폴 매클레인(브래드 피트)
- 이완호 - 매클레인 목사(톰 스케릿)
- 이광자 - 매클레인 부인(브렌다 블레신)
- 유남희 - 제시(에밀리 로이드)
- 조달호 - 제시의 아버지(프레드 오클런드)
- 주호성 - 늙은 노먼(아널드 리처드슨)
- 문영래 - 경찰 서장(매킨타이어 딕슨)
- 이영주 - 어린 폴(밴 그라배지)
- 성선녀 - 제시의 어머니(이디 매클러그)
- 최옥희 - 메이블(니콜 버뎃)
- 성병숙 - 어린 노먼(조지프 고든레빗)
- 김창주 - 폴의 신문사의 편집장(척 애덤슨) / 마을 사람 / 열차 안내원
- 김준 - 닐(스티븐 셸런) / 술집 주인
- 김영민 - 폴과 노먼의 친구(마이클 커들리츠) / 폴의 신문사 직원 / 폭력범 / 제시의 동생
- 김태웅 - 머피(윌리엄 후트킨스)
- 홍시호 - 폴과 노먼의 친구(롭 콕스)
- 문관일 - 폴과 노먼의 친구(벅 시먼즈)